# Gintautas Paluckas
Gintautas Paluckas (Panevėžys, 19 de agosto de 1979) é um político lituano que atuou como o 18º primeiro-ministro da Lituânia de 12 de dezembro de 2024 até 4 de agosto de 2025. Paluckas atuou como vice-prefeito de Vilnius de 2015 a 2019, como líder do Partido Social Democrata da Lituânia (LSDP) de 2017 a 2021 e é membro do Seimas desde a eleição de 2020.
Na eleição parlamentar lituana de 2024, Paluckas concorreu no distrito eleitoral de membro único de Utena, mas terminou em terceiro. Apesar disso, o LSDP venceu a eleição geral, e Paluckas garantiu uma cadeira no Seimas por meio da lista de representação proporcional do partido. Posteriormente, ele foi nomeado e confirmado como primeiro-ministro da Lituânia. A inclusão do Dawn of Nemunas na coalizão governante gerou controvérsia e condenação de organizações de direitos humanos e da comunidade judaica da Lituânia.